# Venus Wong
Pour les articles homonymes, voir Wong.
Venus Wong Man-yik (en chinois : 王敏奕 ; en pinyin : Wáng Mǐnyì), née le 1er janvier 1992, est une actrice hongkongaise actuellement sous contrat avec TVB et TVB Music Group. 

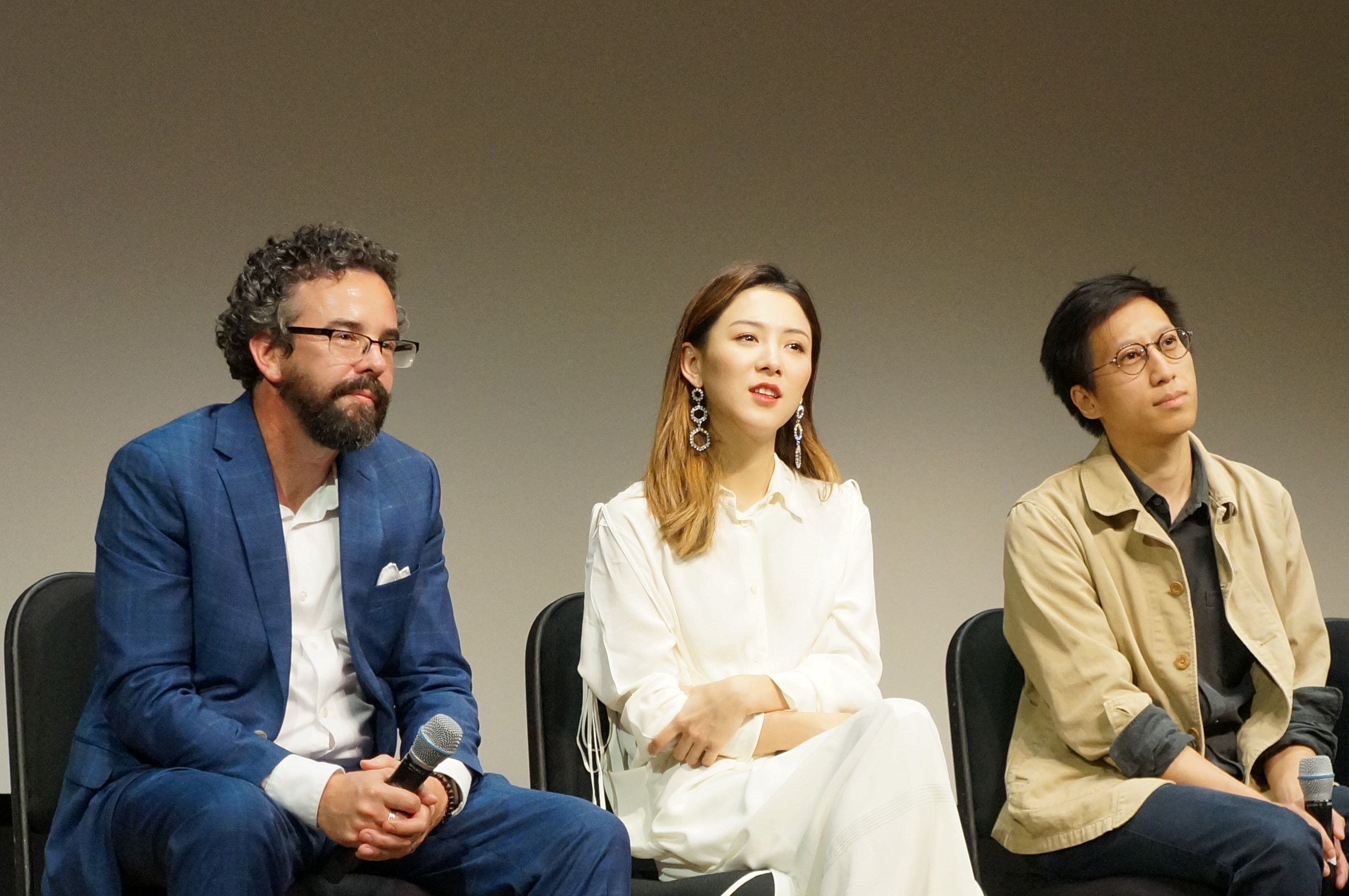
Le 27 juillet 2018, à la Freer Sackler Gallery à Washington DC, une table ronde sur le film hongkongais Zombiology: Enjoy Yourself Tonight (2017) avec (de gauche à droite) Tom, Venus Wong et Alan Lo.

## Filmographie
- 2008 : Lit yat dong hung
- 2010 : Nan nan
- 2017 : Zombiology: Enjoy Yourself Tonight